# Jao (Botswana)
Jao – wieś w Botswanie w dystrykcie North West. Według spisu ludności z 2011 roku wieś liczyła 229 mieszkańców.